# Saint-Broing-les-Moines
Saint-Broing-les-Moines település Franciaországban, Côte-d’Or megyében. Lakosainak száma 184 fő (2022. január 1.). Saint-Broing-les-Moines Terrefondrée, Bure-les-Templiers, Minot, Moitron és Montmoyen községekkel határos.

## Népesség
A település népessége az elmúlt években az alábbi módon változott:
| Lakosok száma | 267  | 260  | 205  | 183  | 188  | 189  | 195  | 193  | 192  | 184  |
|               | 1968 | 1982 | 1990 | 2006 | 2013 | 2015 | 2017 | 2019 | 2020 | 2022 |